# Thorsten Wilhelms
Thorsten Wilhelms, nascido a 31 de julho de 1969) é um ciclista profissional alemão que foi profissional desde 1999 a 2003.

## Palmarés
| 1993 - 3 etapas da Volta à Suécia - 1 etapa da Volta à Baixa Saxónia 1999 - 1 etapa da Commonwealth Bank Classic 2000 - 1 etapa do Troféu Joaquim Agostinho 2001 - 2 etapas da Volta a Cuba - 2 etapas da Volta à Baixa Saxónia - 1 etapa do Troféu Joaquim Agostinho | 2002 - Tour de Catar, mais 2 etapas - 1 etapa da Volta ao Algarve - 2 etapas da Volta à Baixa Saxónia 2003 - 1 etapa da Volta à Baixa Saxónia |